# Friday Night in San Francisco
Friday Night In San Francisco és un àlbum publicat pel trio de guitarres format per Al Di Meola, John McLaughlin i Paco de Lucía. L'àlbum va enregistrar-se a San Francisco el divendres 5 de desembre de l'any 1980 al Warfield Theatre.

## Llista de temes

### Cara A
1. Mediterranean Sundance/Río Ancho (d'Al Di Meola i Paco de Lucía) (11:25)
2. Short Tales of the Black Forest (de Chick Corea) John McLaughlin i Al Di Meola (8:39)

### Cara B
1. Frevo Rasgado (d'Egberto Gismonti) John McLaughin i Paco de Lucia (7:50)
2. Fantasía Suite (d'Al Di Meola) Paco de Lucia, John McLaughlin i Al Di Meola (8:41)
3. Guardian Angel (de John McLaughlin) Paco de Lucia, John McLaughlin i Al Di Meola (4:00)

## Músics
- Al Di Meola (Guitarra electroacústica)
- John McLaughlin (Guitarra electroacústica)
- Paco de Lucía (Guitarra flamenca)